# Бен Пон
Бен Пон (на нидерландски: Ben Pon) е бивш пилот от Формула 1. Роден на 9 декември 1936 година в Амерсфорт, Нидерландия.

## Формула 1
Бен Пон прави своя дебют във Формула 1 в Голямата награда на Нидерландия през 1962 година. В световния шампионат записва 1 състезания като не успява да спечели точки. Състезава се с частен Порше.